# اوصاف الاشراف
اوصاف الاشراف کتابی به فارسی در زمینه سیر و سلوک است که خواجه نصیرالدین طوسی آن را به فارسی تألیف کرده است. به گفته محمد بن بهاءالدین محمد جوینی، خواجه این کتاب را پس از اخلاق ناصری تألیف کرده است.

## پانوشت‌ها
1. ↑  آقابزرگ تهرانی. الذّريعة إلى تصانيف الشّيعة. ج. ۲. ص. ۴۲۷.